# Capela romanică din Geoagiu
Capela romanică din Geoagiu este un monument istoric aflat pe teritoriul orașului Geoagiu. În imediata apropiere, la o distanță de câțiva metri, se află biserica reformată din Geoagiu. 
Capela romanică pare să fie cea mai veche biserică din România, posibil ridicată la finele secolului al XI-lea ca biserică proprie de familia nobiliară Ákos, care stăpânea zona Geoagiu la acea vreme.
Are un plan circular și ca material de construcție a fost utilizată cărămidă romană refolosită, obținută din demolarea construcției existente anterior pe această fundație, și foarte puțină piatră de râu. Diametrul interior al navei bisericii este de 5,5 m iar lungimea (navă și absidă) este de 7,50 m în interior și 9,50 m în exterior.

## Cercetare arheologică
Biserica Rotondă din Geoagiu pare să fie ceea mai veche biserică medievală de pe teritoriul României. Cel puțin asta sugerează rezultatul cercetării arheologice conduse de arheologul Gheorghe Petrov în decursul anilor 1993-2004, care au avut loc în jurul bisericii și în interiorul ei. În urma acestor săpături s-au descoperit peste 200 de morminte, cele mai vechi dintre ele fiind datate din perioada regelui Ladislau I al Ungariei (1077-1095) și Coloman I Cărturarul (1095-1116). Datorită acestor descoperiri se poate deduce că rotonda exista deja la sfârșitul secolului XI, însă datarea exactă a construirii sale nu a putut fi făcută.

### Legendă
Legenda spune că Biserica Rotondă ar fi fost ridicată de cavalerii templieri, la sfârșitul Cruciadei a II-a, mai ales că pe un clopot care se află în interior și care datează din acea perioadă se regăsesc aplicate câteva cruci și două chei papale.
Astăzi, în biserica rotundă care poartă hramul sfântului Ioan Botezătorul, patronul Ordinului Ospitalier, nu se mai țin slujbe și poate fi vizitată ca muzeu.